# Ayacucho (metro de Los Teques)
Ayacucho es una de las estaciones de la línea 1 del Metro de Los Teques. su inauguración fue prevista para el último trimestre de 2015, como la quinta estación del sistema, se concretó el 7 de octubre de ese mismo año. Recibe su nombre en honor de la célebre Batalla de Ayacucho y por el sector Ayacucho del Estado Miranda.

## Características
Se encuentra a medio camino entre las estaciones Alí Primera (localizada en jurisdicción del estado Miranda e inaugurada en noviembre de 2006) y la estación Las Adjuntas (Modificada en 2006 para conectar con el Metro de Caracas), en el Municipio Libertador al sur de Caracas.
Requirió una inversión de más de 1.074 millones de bolívares y proyectada para atender a 20 mil usuarios diariamente, básicamente de los sectores de las comunidades de El Chorrito, Ayacucho y carretera vieja en un área con una población de al menos 600 mil personas.
Para su edificación fue necesario suspender en algunas ocasiones el servicio y en otras limitarlo temporalmente, debido a que se construyó como una estación intermedia en un tramo ya en funcionamiento.